# Wan Pipel
Wan Pipel ("Eén Volk") is een Nederlands-Surinaamse speelfilm uit 1976 van de Surinaams-Nederlandse filmregisseur Pim de la Parra. Het scenario is van Pim de la Parra en Rudi F. Kross; de scriptconsultant was Lou Lichtveld. De film is in samenwerking met het EYE Film Instituut Nederland uitgebracht op dvd.
De film is geproduceerd door Wim Verstappen en Pim de la Parra. Het was de eerste speelfilm van Suriname na de onafhankelijkheid. De begroting werd ver overschreden en de verwachte bezoekersaantallen werden bij lange na niet gehaald. De ruzie die als gevolg hiervan tussen ‘Pim en Wim’ ontstond, betekende het einde voor Scorpio Films.
De hoofdrollen worden vertolkt door Borger Breeveld, Diana Gangaram Panday en Willeke van Ammelrooy. Het camerawerk is van Marc Felperlaan; geluidsopnamen zijn van Hugo de Vries en Kees Linthorst.

## Verhaal
De Afro-Surinamer Roy die in Nederland studeert, wordt per telegram teruggeroepen naar Suriname omdat zijn moeder op sterven ligt. Zijn Nederlandse vriendin Karina (Willeke van Ammelrooy) leent hem geld voor een vliegticket. Eenmaal terug in Suriname begint Roy een verhouding met het Hindoestaanse meisje Rubia. Hij komt erachter hoe slecht hij zijn eigen land kent, en wil niet meer terug naar Nederland om zijn studie af te maken, zelfs niet als Karina uit Nederland overkomt om hem op te halen. Zijn leven ligt in Suriname, vindt hij, en hij meent dat het zijn taak is om het land te helpen opbouwen.

## Rolverdeling[1]
| Acteur                | Personage                 |
| --------------------- | ------------------------- |
| Borger Breeveld       | Roy                       |
| Diana Gangaram Panday | Rubia                     |
| Willeke van Ammelrooy | Karina                    |
| Emanuel van Gonter    | Roy's vader               |
| Ro Jackson-Breeveld   | Roy's moeder              |
| Sieuwpal Soekhlall    | Rubia's vader             |
| Dick Scheffer         | Oom Frans                 |
| Otto Sterman          | Mr. Frenkel               |
| Diana Dobbelman       | Mr. Frenkels secretaresse |

## Ontvangst in Suriname
In die tijd liepen de spanningen tussen Creolen en Hindoestanen hoog op. Gemengde koppels zoals in de film waren controversieel. Hoofdrolspeelster Diana Gangaram Panday zelf was trots dat deze film de weg heeft vrijgemaakt voor gemengde koppels.

## Trivia
- De Surinaamse staatsomroep STVS en andere televisiestations vertonen Wan Pipel elk jaar op Onafhankelijkheidsdag.

1896-1909 · 1910-19 · 1920-29 · 1930-39 · 1940-49 · 1950-59 · 1960-69 · 1970-79 · 1980-89 · 1990-99 · 2000-09 · 2010-19
· 2020-29